# Hôvsgôl nuur
Il lago Hôvsgôl o Hôvsgôl nuur (mongolo Хөвсгөл нуур; la parola nuur in mongolo significa lago; Khövsgöl nella traslitterazione anglosassone, e ᠺᠥᠪᠰᠦᠭᠦᠯ
ᠨᠠᠭᠤᠷnella scrittura mongola tradizionale) è un lago della Mongolia e si trova a nord del paese nell'omonima provincia del Hôvsgôl. Localmente è conosciuto anche come Hôvsgôl dalaj (Хөвсгөл далай, oceano Hôvsgôl) o Dalaj Èèž (Далай ээж, oceano madre).

## Geografia
È il più grande lago del paese per volume d'acqua e il secondo per superficie. Si trova ai piedi dei monti Saiani Orientali, a un'altitudine di 1.645 m s.l.m. Misura una lunghezza massima di 136 km e 36,5 km nel punto più largo e ha una profondità massima di 262 m. È il secondo più grande bacino d'acqua in Asia e contiene circa il 70% dell'acqua dolce della Mongolia. Ha circa 100 immissari ma un solo emissario, l'Ėgijn gol. 
L'Hôvsgôl è uno dei diciassette più antichi laghi del pianeta: ha tra i 2 e i 5 milioni di anni.
Il lago è circondato da varie catene montuose, la cima più alta (3.491 m), a nord, è il Mônh sar'dag (Мөнх сарьдаг) che si trova esattamente sul confine con la Russia. Alla sua estremità meridionale si trova il villaggio di Hatgal. Sul lago ci sono 4 isole: Modon Khui, Khadan Khui, Dalain Khui e Baga Khui. A nord-ovest del lago vive il popolo degli tsaatan, conosciuti anche come uomini-renna.

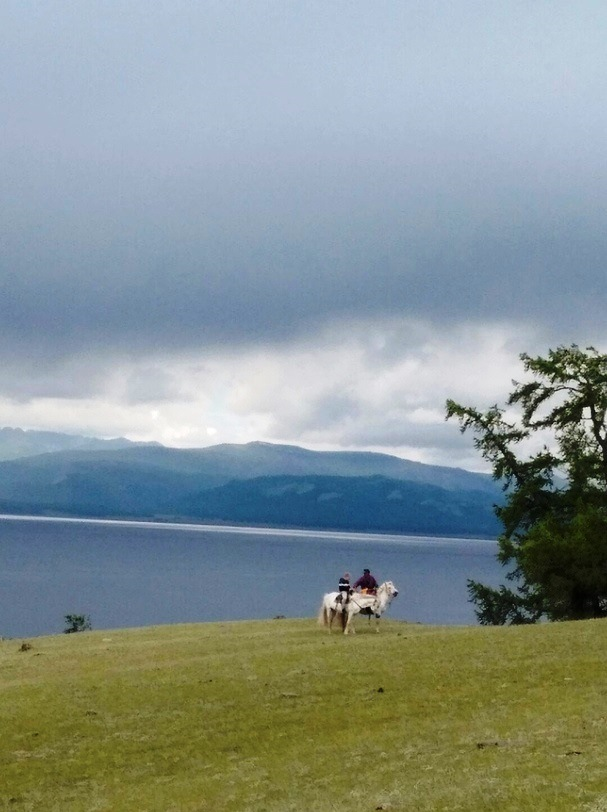
Arats mongoli sul lago

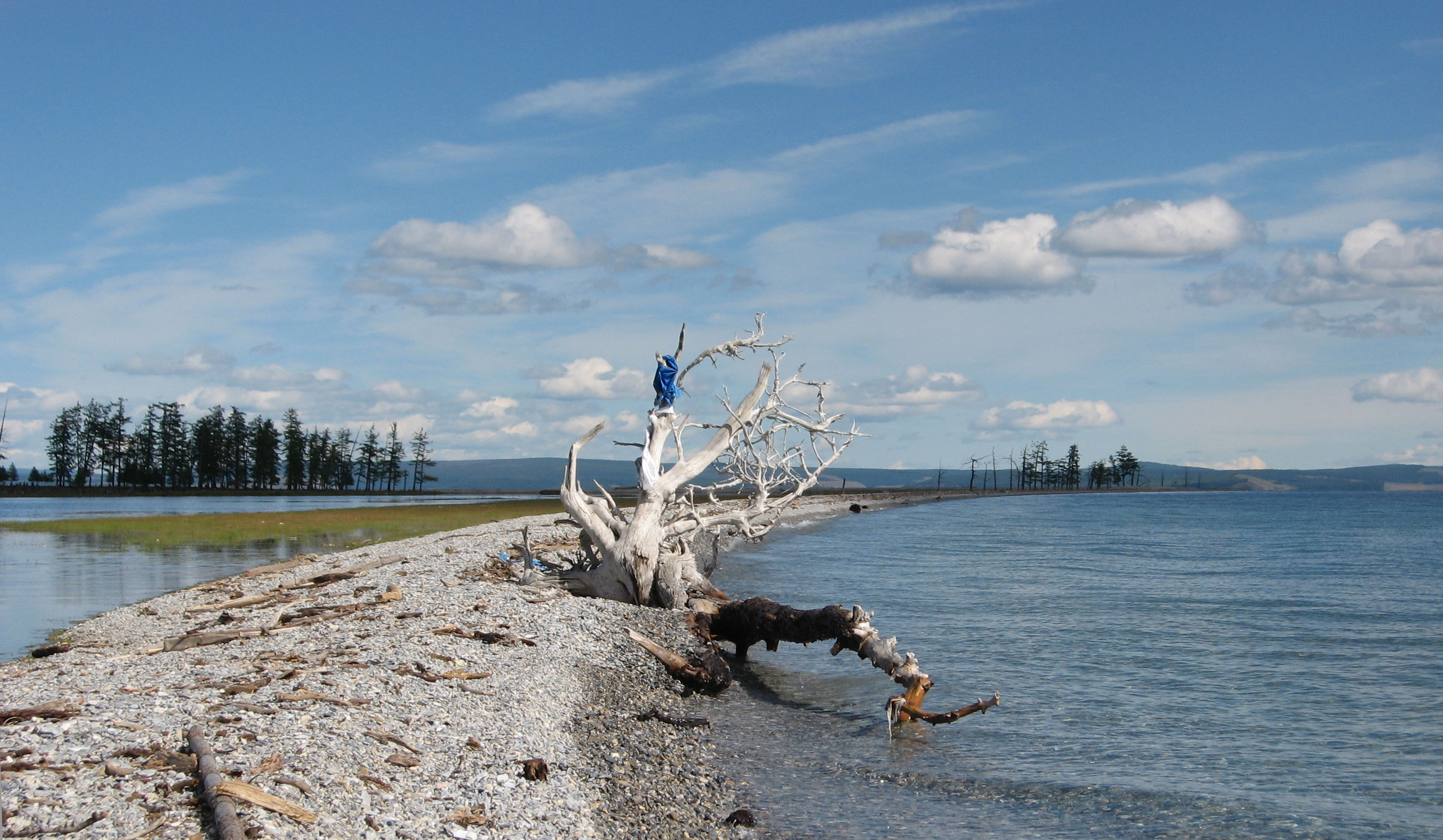

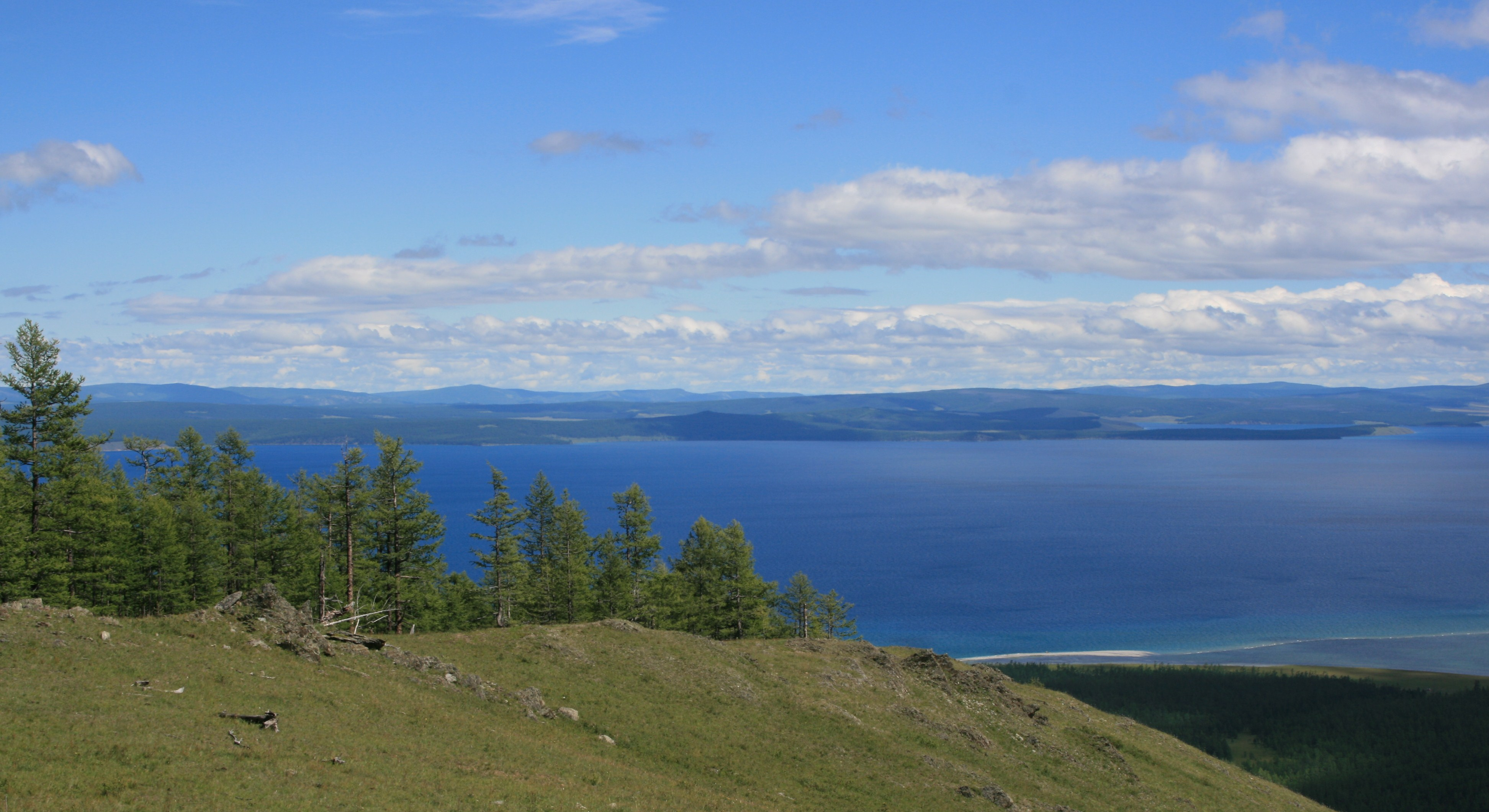

## Clima
Data la posizione geografica il clima è prevalentemente sub-artico e può raggiungere i - 40 °C d'inverno quando la sua superficie è completamente gelata per quattro mesi, a tal punto che veniva usata come scorciatoia dai camion di trasporto. Ora questa pratica è proibita per impedire l'inquinamento delle acque. Si stima che 30-40 camion siano sprofondati nel lago lungo il corso degli anni.

## Fauna
Nelle acque del lago si trova il pesce persico (Perca fluviatilis), la bottatrice (Lota lota), la trota lenok (Brachymystax lenok), e l'endemico temolo (Thymallus nigrescens, famiglia: Thymallinae) a rischio d'estinzione.
Tutta l'area del lago fa parte del Parco nazionale del Hôvsgôl ed è zona protetta; è popolata dalla capra sibirica, dall'argali, da cervi, lupi, ghiottoni, moschidi, zibellini, orsi bruni, alci siberiane e renne.